# سيرجي لينغ
سيرجي لينغ (بالبيلاروسية: Сяргей Сцяпанавіч Лінг) هو دبلوماسي وعالم زراعة وسياسي بيلاروسي، ولد في 7 مايو 1937 في مينسك في روسيا البيضاء. انتخب سفير وانتخب رئيس وزراء روسيا البيضاء (18 نوفمبر 1996 – ).